# ریونرو این وولتوره
ریونرو این وولتوره (به ایتالیایی: Rionero in Vulture) یک کومونه در ایتالیا است که در استان پوتنزا واقع شده‌است. ریونرو این وولتوره ۵۳ کیلومتر مربع مساحت و ۱۳٬۳۹۵ نفر جمعیت دارد و ۶۴۳ متر بالاتر از سطح دریا واقع شده‌است.

## خواهرخوانده
شهر ستیمو تورینزه خواهرخواندهٔ ریونرو این وولتوره هست.